# Lugano Pro Futsal
Lugano Pro Futsal è una squadra di futsal con sede a Lugano, Svizzera.
Si tratta della prima squadra di futsal nata nella Svizzera italiana e la prima a sciogliersi nel 2016. Regolarmente iscritta all'Associazione Svizzera di Football.
La società è stata fondata nel maggio del 2010 e ha esordito il 14 novembre dello stesso anno in Lega Nazionale B.
La prima stagione ha portato subito la promozione in Lega Nazionale A e il titolo di campione svizzero di Lega Nazionale B, grazie alla vittoria in finale contro il FC Wettingen 93.
Dopo tre stagioni in Lega Nazionale A nel febbraio 2014 il Lugano vince il campionato ed è promosso in Swiss Futsal Premier League.

## Rosa 2015-16
| N. |                       | Ruolo           | Calciatore                  |
| -- | --------------------- | --------------- | --------------------------- |
| 12 | Italia (bandiera)     | Portiere        | Stefano Bagarin             |
| 6  | Italia (bandiera)     | Laterale        | Dario Barbera               |
| 13 | Francia (bandiera)    | Laterale        | Admir Batlak                |
| 1  | Italia (bandiera)     | Portiere        | Francesco Bianchi           |
| 4  | Spagna (bandiera)     | Laterale/Pivot  | Mika Carrión Barceló        |
| 5  | Svizzera (bandiera)   | Ultimo          | Steven Cereghetti           |
| 18 | Svizzera (bandiera)   | Portiere        | Ramon Consoli               |
| 3  | Brasile (bandiera)    | Pivot           | Ailton De Andrade           |
| 8  | Portogallo (bandiera) | Laterale        | Ricardo De Freitas          |
| 7  | Svizzera (bandiera)   | Laterale        | Davide Di VIetri            |
| 11 | Italia (bandiera)     | Laterale        | Rida Eddassouli             |
| 10 | Italia (bandiera)     | Pivot           | Pietro Federico             |
| 9  | Italia (bandiera)     | Laterale        | Massimiliano Marigliano     |
| 14 | Svizzera (bandiera)   | Ultimo/Laterale | Daniel Mohorovic (capitano) |